# Frankrigs politik
Frankrigs politik finder sted i Den Femte Republik, som bestemt i forfatningen af 1958. Republikken er parlamentarisk, repræsentativt-demokratisk, med et præsidentstyre.

## De politiske institutioner
- Præsidenten for republikken
- Premierministeren
- Frankrigs parlament
  - Nationalforsamlingen
  - Senatet

## De politiske partier
Frexit
- UPR: Union Populaire Républicaine

Venstreorienterede
- FI: La France insoumise

Højreorienterede
- LR: Les Républicains